# ريتشارد إل. كونولي
ريتشارد إل. كونولي (بالإنجليزية: Richard L. Conolly)‏ هو ضابط أمريكي، ولد في 26 أبريل 1892 في وكغن في الولايات المتحدة، وتوفي في 1 مارس 1962 في Jamaica Bay ‏ في الولايات المتحدة.

## روابط خارجية
- ريتشارد إل. كونولي على موقع مونزينجر (الألمانية)